# Mesapamea storai
Mesapamea storai là một loài bướm đêm trong họ Noctuidae.